# Geometra mandarinaria
Geometra mandarinaria är en fjärilsart som beskrevs av John Henry Leech 1897. Geometra mandarinaria ingår i släktet Geometra och familjen mätare. Inga underarter finns listade i Catalogue of Life.